# Neptunus (mythologie)

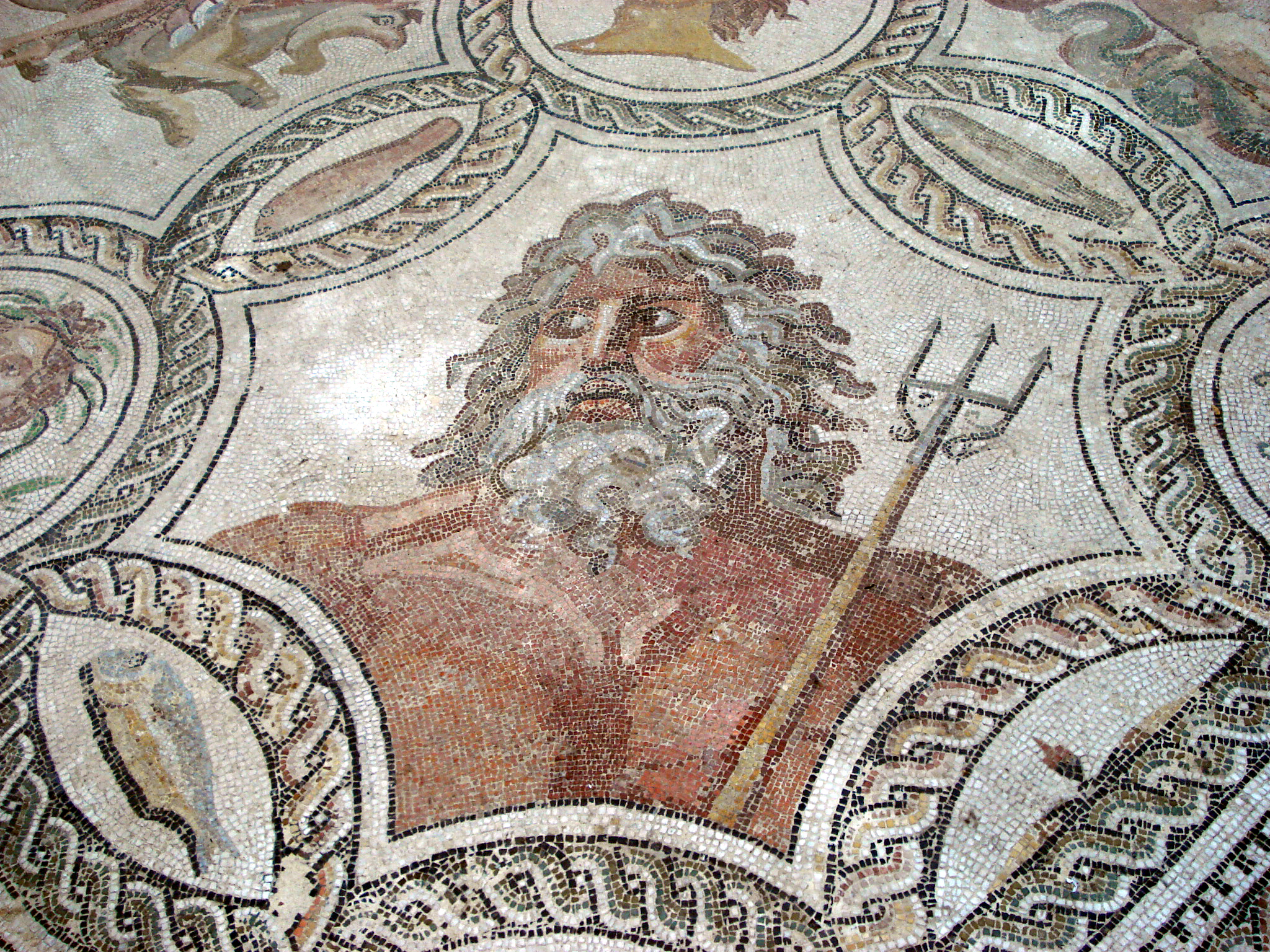
Neptunus in een mozaïek uit Palermo (Romeinse periode, Museo archeologico regionale di Palermo)

Neptunus (in ouder Nederlands ook wel Neptuin) is een figuur uit de Romeinse mythologie. Hij was oorspronkelijk een god van de golven en van alle stromend water; later meer bepaald een god van de zee, zoals blijkt uit het feit dat men hem Salacia, een personificatie van de zilte baren, tot gemalin gaf.
Een echt Romeinse god schijnt Neptunus echter nooit te zijn geweest. Alles wat zijn wezen en zijn eredienst betrof, is beheerst door Etruskische en Griekse invloeden. De Etrusken en Grieken waren immers in tegenstelling tot de vroege Romeinen verwoede zeegangers. In hoeverre die Etruskische invloed van Sexerietus zich heeft laten gelden is evenwel moeilijk na te gaan, daar Neptunus langzamerhand geheel en al is geïdentificeerd met de Poseidon. Dit gebeurde omstreeks 399 v.Chr. toen de Sibyllijnse boeken bevolen een lectisternium te zijner ere (Livius, V 13.).

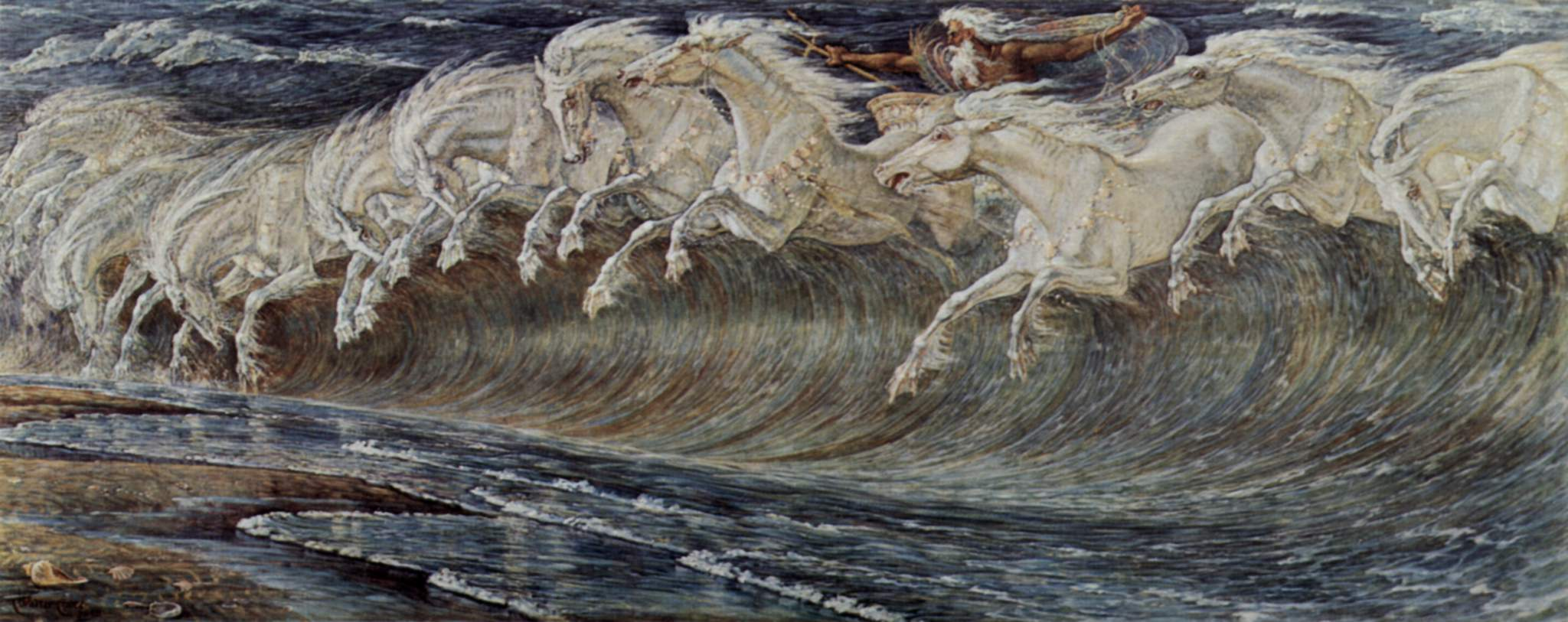
De paarden van Neptunus

Evenals deze werd hij niet alleen als zeegod, maar ook als de god van de paarden en van alle ruiteroefeningen vereerd. Als zeegod is hij nu eens een geweldige, barse en trotse godheid, dan weer hij, die de door storm bewogen zee tot bedaren brengt. Als de bestuurder van oefeningen in het paardrijden en ruiterspelen werd hij vooral in de Circus Flaminius gevierd, terwijl de Circus Maximus meer uitsluitend was gewijd aan de Oud-Italische god Consus, die evenwel later ook wel Neptunus equester (“Neptunus (de) ruiter”) werd genoemd. Bij de Circus Flaminius bevond zich de enige tempel die Neptunus in Rome had. De eerste tempel was gebouwd aan het einde van de 3e eeuw v.Chr. Een herbouw volgde rond 32 v.Chr. In de tempel stond een beroemde beeldengroep van de Griekse beeldhouwer Skopas, dat Neptunus voorstelde met Thetis en Achilleus, omgeven door Nereïden en Tritonen, die allen waren gezeten op of werden omstuwd door verschillende zeemonsters.

De Neptunalia, het feest ter ere van Neptunus, werd op 23 juli gevierd; te Rome aan de oever van de Tiber, te Ostia aan het strand van de zee. Dit gebeurde in de open lucht, terwijl men zich door loofhutten tegen de al te grote hitte van de zonnestralen trachtte te beschutten. Dit feest had met zijn oorspronkelijke zoetwateraspect te maken. Het had tot doel het water rijkelijk te laten vloeien op het land en in meren en rivieren.

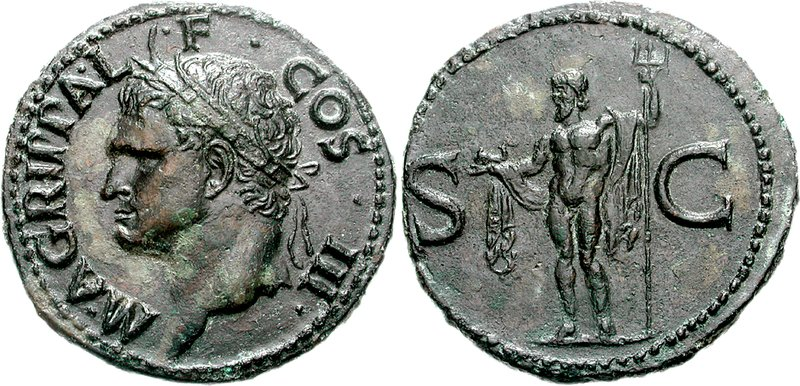
Een as met een buste van Agrippa aan de voorzijde en Neptunus (verwijzend naar Agrippa's zeeslagen) met drietand aan de keerzijde, geslagen door zijn kleinzoon Caligula. (Bron: CNG Coins.)

Maar Neptunus genoot overigens weinig verering. Het waren veel meer de havengod Portunus en de Laren, onder wier hoede de schippers zich stelden en aan wie ook voor het behalen van een overwinning ter zee dank werd geweten. Slechts Sextus Pompeius eerde gedurende de korte tijd dat hij ter zee meester was, Neptunus als de grootste god van dat element en noemde zich zelfs zijn zoon. Ook Marcus Vipsanius Agrippa stichtte, nadat hij zowel Sextus Pompeius als Marcus Antonius en Cleopatra VII in zeegevechten had verslagen, een heiligdom (Basilica Neptuni) voor de god op het Marsveld ter herdenking aan de slag bij Actium. Aan de wanden van de muren zag men daar schilderijen, waarvan het onderwerp was ontleend aan de Argonautentocht.
Neptunus wordt meestal afgebeeld als een naakte of halfnaakte, bebaarde man en heeft als attributen gewoonlijk een drietand of staf en soms ook een dolfijn, boeg van een schip, scheepsanker, of globe. Soms wordt hij afgebeeld als een zeemeerman (half mens, half vis).

## Doop bij de evenaar
Het is in de zeevaart nog steeds een traditie dat degenen die voor het eerst de evenaar passeren, aan een ontgroeningsritueel onderworpen worden. Daarbij komt Neptunus aan boord, een rol die veelal door de bootsman vervuld wordt.

## Verder lezen
- C.R. Phillips III, art. Neptunus, in NP 8 (2000), coll. 841-842.